# Panazol
Panazol este o comună în departamentul Haute-Vienne din centrul Franței. În 2009 avea o populație de 10.303 de locuitori.

## Evoluția populației
| An        | 1975  | 1982  | 1990  | 1999  | 2006   | 2009   |
| --------- | ----- | ----- | ----- | ----- | ------ | ------ |
| Populație | 5.261 | 7.269 | 8.553 | 9.731 | 10.031 | 10.303 |